# بيلالب

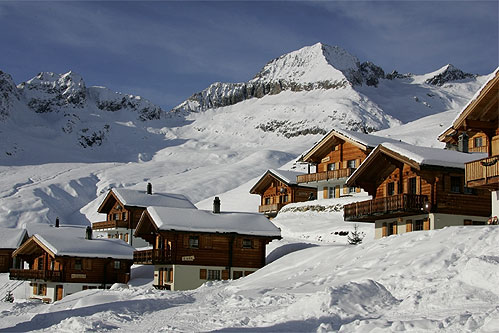
بيلالب في الشتاء

بيلالب هي قرية ومنتجع تزلج في كانتون السويسرية لفاليه، 2'100 متر فوق مستوى سطح البحر، في بلدية نيتز.
بيلالب هي قرية بدون سيارات حيث يمكن الوصول إليها عن طريق التلفريك من قرية بلاتن. بسبب ارتفاع هذا المكان يعتبر هو أيضًا نقطة أفضلية لتوفير رؤية لدوم وفليتشورن وقمم أخرى من بيناين ليبونتاين لجبال الألب . تقع على مقربة من القرية قمم نيسثورن، هوهستوك وسباهورن.

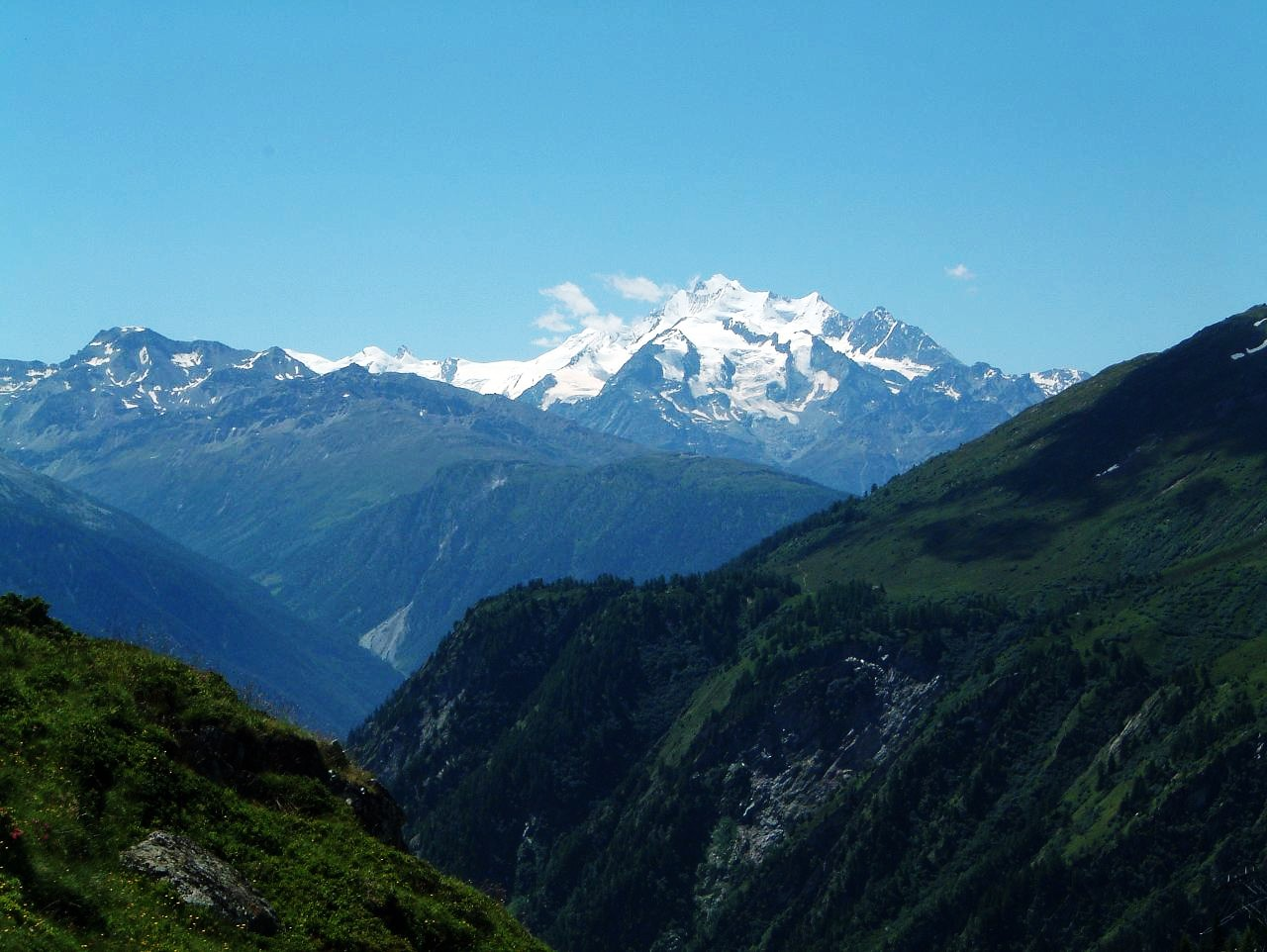
منظر من قرية بيلالب

## وصلات خارجية
- Official website

‌